# Langfjordnes
Langfjordnes (nordsamiska: Goalsevuohppi) är en by i Gamviks kommun i Finnmark fylke i norra Norge. Byn ligger på norra sidan av Langfjorden och saknar fast förbindelse. Den har båtförbindelse med byarna Lággu, Nervei och Skjånes, samt byn Smalfjord i Tana kommun.